# Meteosat
Meteosat (odvozeno z anglických slov meteorological satellite) je série meteorologických družic vyrobená a provozovaná v rámci stejnojmenného programu. Provozovatelem je evropská mezivládní organizace Eumetsat. Družice Meteosat jsou umisťovány na geostacionární dráhy a poskytují meteorologická data pro předpovědi počasí a druhá generace se navíc věnuje studiu klimatu. První Meteosat byl vynesen v roce 1977 americkou raketou Delta z kosmodromu Cape Canaveral. Další družice již vynášely evropské rakety Ariane z Guyanského kosmického centra ve francouzské Guyaně. V současné době jsou aktivní dvě družice druhé generace a dvě družice první generace. Družice operují ve dvojicích, jedna jako hlavní a druhá jako záložní. První dvojice je umístěna nad nultým poledníkem a snímá Evropu, část Afriky a Ameriky. Druhá dvojice je nad Indickým oceánem.

## Historie

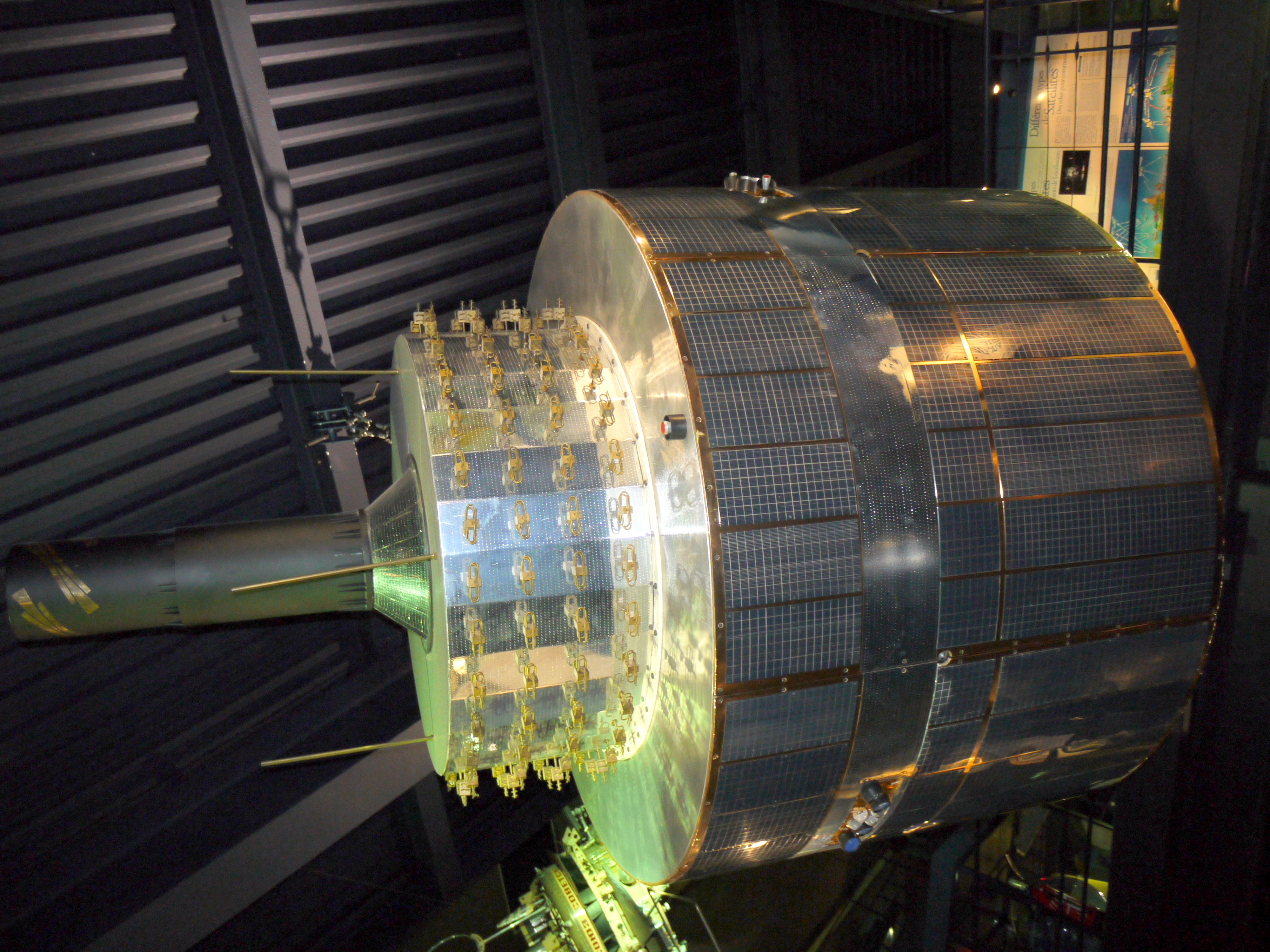
Model Meteosatu 1 v Musée de l'Air et de l'Espace, Paris Le Bourget

Před vypuštěním první družice Meteosat neměly státy západní Evropy žádný družicový systém pro sledování počasí. S myšlenkou evropské geostacionární meteorologické družice přišli vědci z European Space Research Organisation, předchůdce dnešní ESA. První Meteosat začal pouze jako vědecký program. Jeho snímky se však rychle staly nepostradatelnými a program přešel do operačního provozu. V roce 1983 byla založena mezinárodní organizace EUMETSAT, která měla za úkol správu programu Meteosat, provoz družic a distribuci dat koncovým uživatelům. Před založením EUMETSATU zahájila ESA program Meteosat Operational Programme (MOP), který zastřešoval vývoj a výrobu vesmírného segmentu (družic) až do roku 1995. EUMETSAT dosáhl plné finanční kontroly nad programem roku 1987. Prvním satelitem programu MOP byl v roce 1989 Meteosat 4, který byl následován Meteosatem 5 v roce 1991 a Meteosatem 6 v roce 1993. Následoval program Meteosat Transition Programme (MTP) který měl za úkol být přechodný článek mezi první a druhou generací. Jediným satelitem tohoto programu je Meteosat 7, vypuštěný v roce 1997. Prvním satelitem druhé generace je Meteosat 8, vypuštěný roku 2002.
Družice Meteosat většinou operovaly ve dvojicích a bývaly umístěny poblíž nultého poledníku. Nové satelity zaujímají tuto pozici, zatím co starší slouží jako záloha. Ke konci plánované životnosti jsou satelity přesunuty na jiná místa, například Meteosat 3 byl přesunut nad Severní Ameriku. Satelit na konci životnosti je přesunut na vyšší oběžnou dráhu (odpadní dráha), aby se předešlo kolizi (viz Kosmické smetí). V roce 2009 operovaly celkem čtyři družice. Nejvíc jich zatím bylo v roce 2007, kdy byly vedeny jako aktivní Meteosaty 5 až 9. Na roky 2011 a 2013 jsou plánovány starty dalších dvou družic druhé generace. Třetí generace by měla vstoupit do služby kolem roku 2015.

## Popis

### První generace

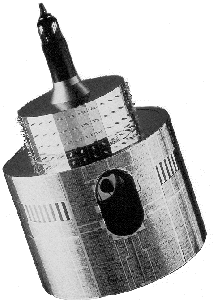
Družice METEOSAT první generace

Družice první generace, Meteosat 1 až Meteosat 7, byly vybaveny přístroji MVIRI (METEOSAT Visible and Infrared Imager). Tento přístroj dokázal každou půlhodinu pořídit snímky zemské atmosféry ve třech různých oblastech elektromagnetického spektra. Jednalo se o snímkování ve viditelné i infračervené části a snímání koncentrace vodních par v atmosféře. Družice byly také schopny přeposílat data získaná ze vzdálených pozemních základen a dále distribuovat meteorologická data v různých textových a grafických formátech k uživatelům. Výrobcem družic bylo konsorcium COSMOS, v jehož čele stála francouzská společnost Aérospatiale. Družice měly tvar válce o průměru 2,1 metru, výšce 3,2 metru, a jejich hmotnost činí přibližně 282 kilogramů. Na oběžné dráze byly stabilizovány pomocí rotace 100 ot/min a pro pohyb a udržování polohy byly vybaveny raketovým motorem na hydrazin.

#### Přístroj MVIRI
| Vlnová délka µm                                                           | Název | Poznámka             |
| ------------------------------------------------------------------------- | ----- | -------------------- |
| 0,4 - 1                                                                   | VIS   | Viditelné pásmo      |
| 10,5 - 12,5                                                               | IR    | Tepelné pásmo        |
| 5,7 - 7,1                                                                 | WV    | Absorpce vodní parou |
| VIS - viditelné pásmo, IR - infračervené pásmo, WV - absorpce vodní párou |       |                      |

METEOSAT Visible and Infrared Imager tvořil hlavní přístroj Meteosatů první generace. Jednalo se o radiometr s vysokým rozlišením, schopný snímat tři oblasti elektromagnetického spektra. Viditelné spektrum o vlnové délce 0,45 až 1 µm detekoval pomocí křemíkových fotodiod, okamžitý úhel pohledu (země přímo pod satelitem) byl 2,5 km a ohnisková vzdálenost byla 3650 mm. V infračervené části spektra (IR), o vlnové délce 5,7 až 7,1 µm, dokázal nasnímat oblast 5 × 5 km. Snímání IR bylo realizováno pomocí HgCdTe detektoru (HgCdTe - slitina rtuti, kadmia a telluru) s ohniskovou vzdáleností 535 mm. Oblast snímání absorpce vodních par (WV) zabírala spektrum 10,5 až 12,5 µm a k detekci byl využíván stejný detektor, jako pro IR.
Technika zobrazení celého viditelného zemského disku byla založena na skládání jednotlivých snímků. Jak je psáno výše, satelit na oběžné dráze rotoval rychlostí 100 otáček za minutu. Přístroj MVIRI byl umístěn na boku a při každé otáčce pořídil snímky pruhu Země pod sebou o šířce 5 km. Takto bylo realizováno snímkování od východu k západu, severojižní posun (řádkování) bylo uskutečněno směrováním zrcadel teleskopu v krocích. Snímkování v IR a WV probíhalo v 2500 řádcích po 2500 snímcích na řádek. Data byla elektronicky zpracována a výsledný obraz země má rozlišení 2500 × 2500 pixelů. Viditelná část spektra byla snímána v 5000 řádcích za použití dvou detektorů. Výsledný obraz měl tedy rozlišení 5000 × 5000 pixelů. Doba snímkování zabrala 25 minut, poté byla zrcadla 2,5 minuty přesouvána do počáteční polohy a zároveň probíhala kalibrace IR a WV detektoru. Další dvě a půl minuty trvala konečná stabilizace po niž následovala nová série snímkování. Celkem tak trvalo pořízení snímků ve všech třech oblastech 30 minut.

### Druhá generace
| Číslo | Název  | Poznámka                        |
| --- | ------ | ------------------------------- |
| 1 | VIS0,6 | Solární kanál                   |
| 2 | VIS0,8 | Solární kanál                   |
| 3 | NIR1,6 | Solární kanál                   |
| 4 | IR3,9  | Atmosférické okno               |
| 5 | WV6,2  | Absorpce vodní páry             |
| 6 | WV7,3  | Absorpce vodní páry             |
| 7 | IR8,7  | Atmosférické okno               |
| 8 | IR9,7  | Absorpce ozonu                  |
| 9 | IR10,8 | Atmosférické okno               |
| 10 | IR12   | Atmosférické okno               |
| 11 | IR13,4 | Absorpce CO2                    |
| 12 | HRV    | Solární kanál, vysoké rozlišení |
| VIS - viditelné spektrum, IR - infračervené spektrum, WV - absorpce vodní páry, NIR - blízko infračervené části spektra, HRV - viditelná oblast ve vysokém rozlišení |        |                                 |

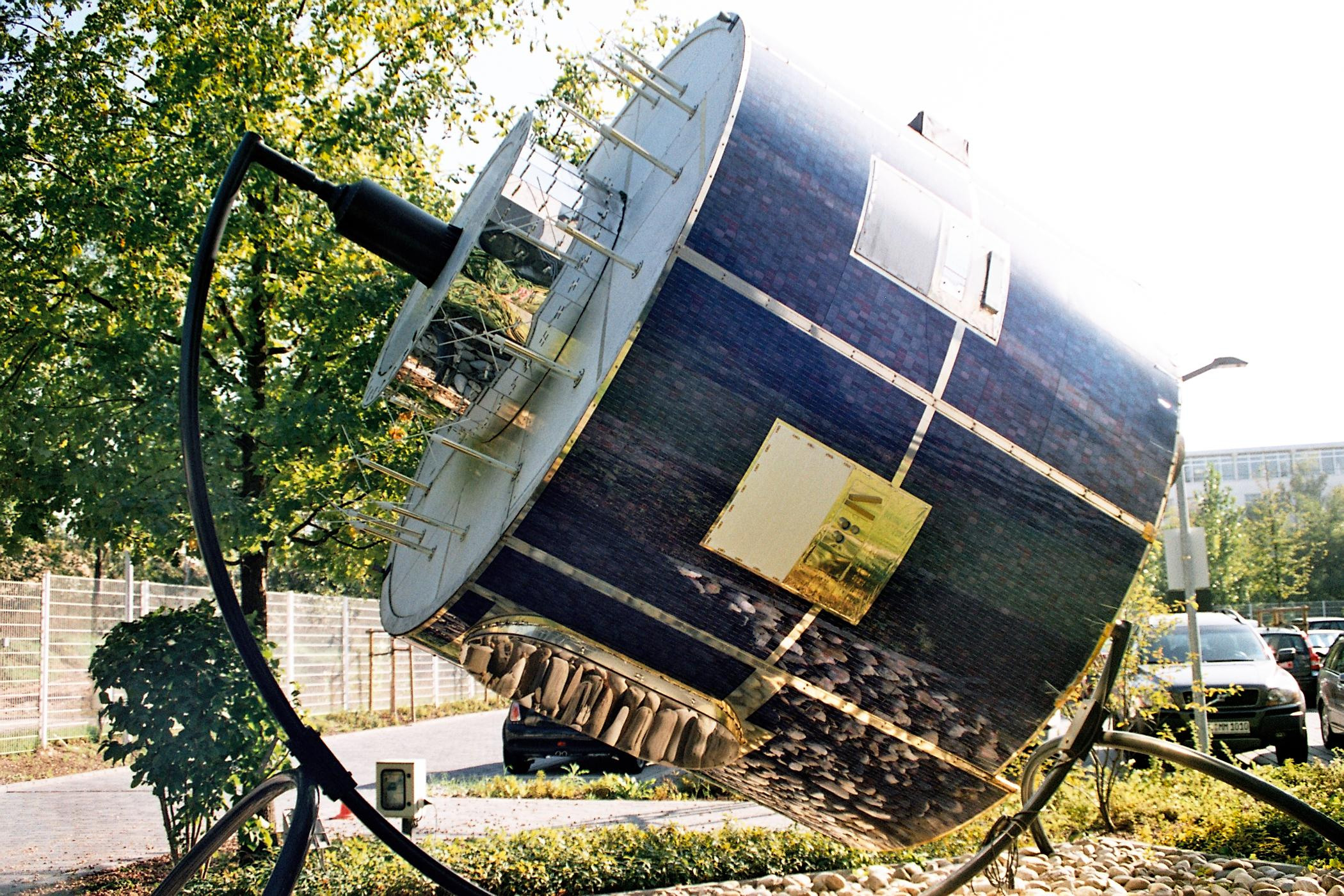
Model druhé generace družic METEOSAT

Současné satelity Meteosat jsou již druhou generací a oproti svým předchůdcům disponují novými přístroji a mnoha vylepšeními. Hlavní přístroj je nazýván SEVIRI (Spinning Enhanced Visible and Infrared Imager), který je přesnější než předchozí MVIRI a je zaměřen na poskytování přesných atmosférických dat pro předpovědi počasí pomocí výpočetní techniky. Satelit Meteosat 8 nese navíc přístroj GERB (Geostationary Earth Radiation Budget), který je zaměřen na sledování klimatu. Satelity se označují Meteosat Second Generation (MSG). Tvarem jsou podobné první generaci ale jejich průměr je 3,7 a výška 3,8 metru. Hmotnost celého satelitu při startu je 2035 kg, z čehož téměř 970 kg tvoří pohonné látky (365 kg MMH a 603 kg N2O4), hlavní přístroj SEVIRI váží 270 kg.. Elektrickou energii produkují solární panely, umístěné na povrchu pláště. Celkový výkon panelů je 600 wattů.
První satelit nové generace, Meteosat 8, byl vynesen na geostacionární oběžnou dráhu raketou Ariane 5 28. srpna 2002. Hlavním výrobcem je opět společnost Aérospatiale, dalšími subdodavateli jsou Matra, Messerschmitt a Alenia Aeronautica. Družice jsou navrženy pro starty pomocí raket Ariane 5 z Guyanského kosmického centra a jejich plánovaná životnost je sedm let.

#### Přístroj SEVIRI

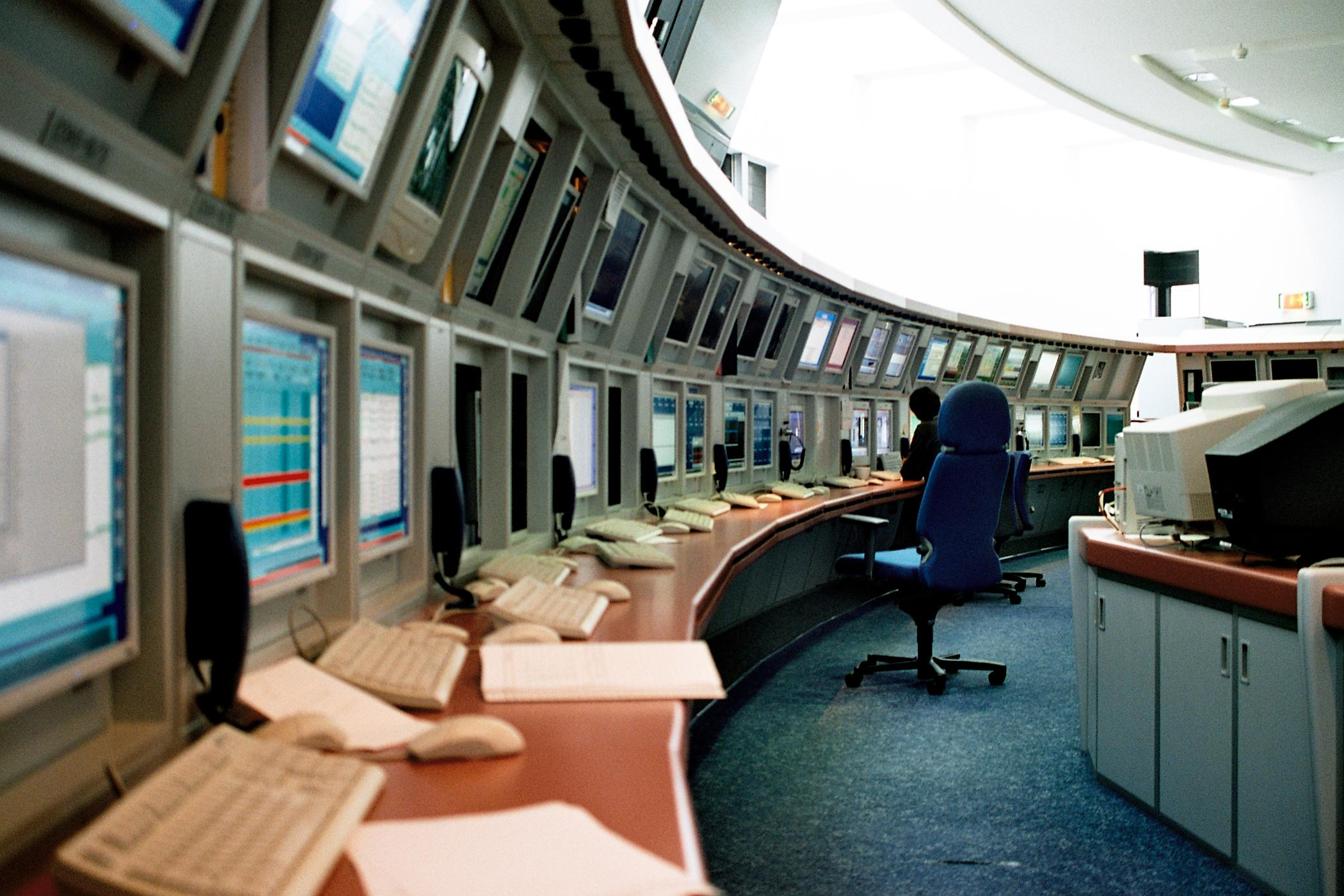
Řídící středisko v německém Darmstadtu

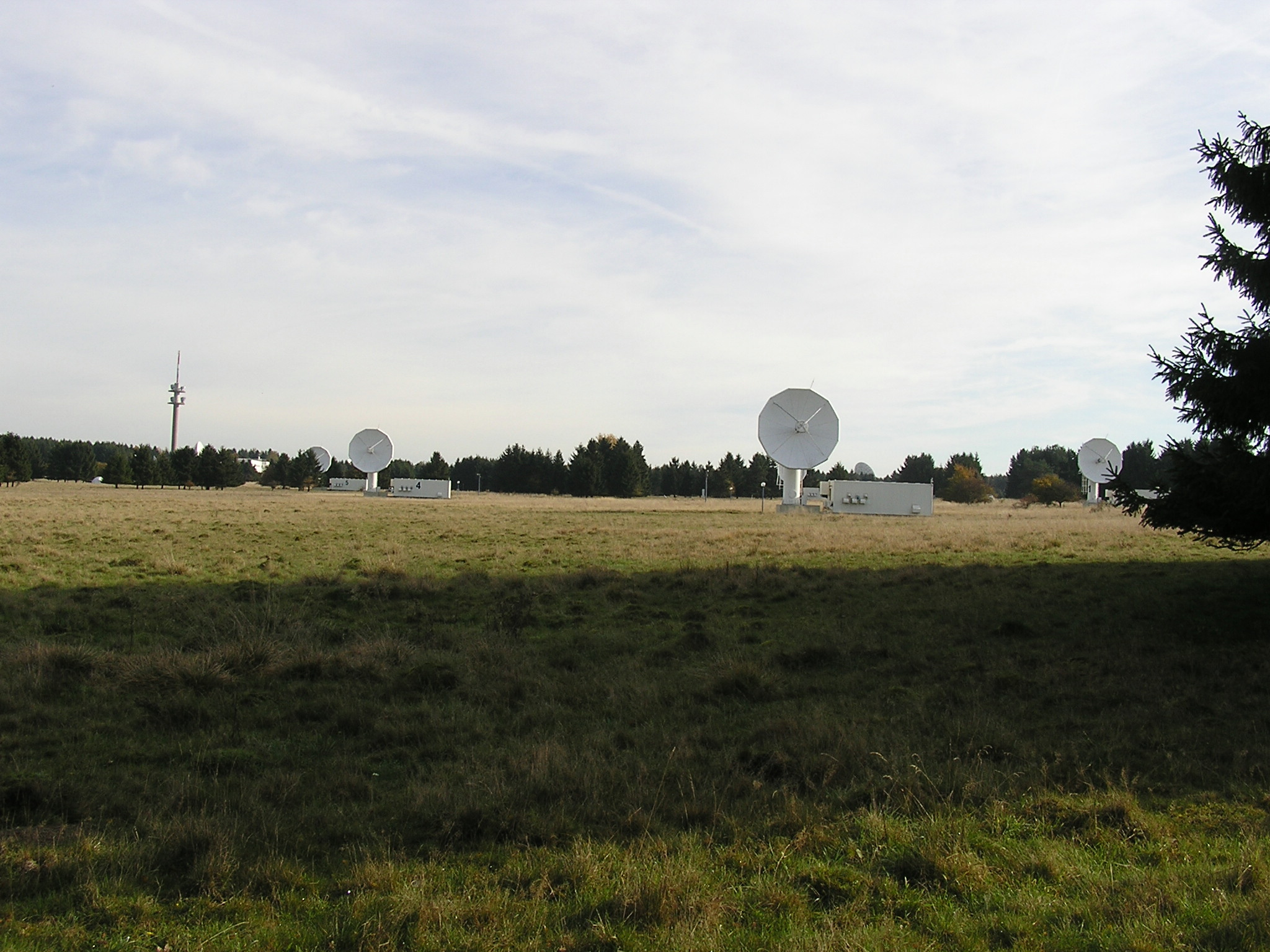
Pozemní stanice společnosti T-Systems GmbH v Usingenu

Radiometr Spinning Enhanced Visible and Infrared Imager je hlavním přístrojem Meteosatů druhé generace, kde nahradil přístroj MVIRI. Oproti němu dokáže až snímat 11 různých úzkopásmových spektrálních kanálů a jednom širokopásmovém s vysokým rozlišením (HRV). Pořízení nové sady snímků trvá 15 minut, tedy o polovinu méně než u starší generace. Detekční čidla jsou polovodičová a v ohniskové rovině jsou umístěna po třech a snímají tedy tři řádky najednou. Výjimkou je HRV kanál, který 9 čidel. Infračervená čidla jsou chlazena na teplotu 95 kelvinů, ostatní jsou udržována na teplotě 20 °C. Princip skenování Země je stejný jako u předchozí generace. Rychlost rotace je stejná, ale díky většímu počtu snímaných řádků je celý skenovací cyklus dokončen během 1250 otáček. Rozlišení obrazů je 3712 × 3712 pixelů pro úzkopásmové kanály a 5568 × 11 136 pixelů pro HRV kanál. Rychlost přenosu nezpracovaných dat do pozemní stanice ke zpracování je 3,2 Mbit/s.
Snímané kanály se označují číslem, oblastí elektromagnetického záření a vlnovou délkou sledované oblasti, například kanál 9 IR10.8 nese pořadové číslo 9 a sleduje infračervenou oblast o vlnové délce 10,8 µm. Kanály se rozdělují podle zdroje, jehož záření zachycují. Jsou to solární kanály, u nichž jsou zdrojem záření sluneční paprsky odražené od Země a tepelné kanály, u nichž je hlavním zdrojem infračervené vyzařování země. Na pomezí mezi oběma typy leží kanál IR3.9, který zahrnuje oba zdroje, ale standardně je brán jako tepelný. Tepelné kanály se dále dělí na takzvaná atmosférická okna a kanály s molekulární absorpcí. Atmosférická okna jsou kanály na kterých téměř nedochází k pohlcování záření molekulami v atmosféře. Naproti tomu snímkování kanálů s molekulární absorpcí je založeno na pohlcování záření různými složkami atmosféry.

#### Zpracování a distribuce dat
Data zasílaná přímo družicí jsou označována jako level 1.0 a na Zemi je přijímá pozemní stanice v německém Usingenu. Odtud jsou odeslána pozemní telekomunikační linkou do centrály v Darmstadtu, kde probíhá jejich zpracování. Obrazová data jsou přepočítána a poskládána do geostacionární projekce. Zpracovaná data jsou označena jako level 1.5 a dále distribuována pomocí systému EUMETCast. Přes tento systém jsou data odeslána zpět do Usingenu, odkud jsou posílána do telekomunikační družice, která již distribuuje data koncovým klientům. Data pro koncové uživatele jsou vysílána v podobě digitálního televizní vysílání. Distribuci dat zajišťuje několik družic, v roce 2009 to byly: EUROBIRD 9A a Atlantic Bird 3 společnosti Eutelsat a NSS-806 společnosti New Skies Satellites N.V. Data jsou nejprve vyslána k družici EUROBIRD 9A, která je poté odesílá pozemním stanicím v Americe a Africe, ze kterých jsou data opět poslána komunikačním družicím Atlantic Bird 3 (Amerika) a NSS-806 (Afrika).

### Třetí generace
První družice třetí generace Meteosat 12 (MTG-I1, Imager 1) začala pracovat v roce 2023. Po vypuštění družice 13. prosince 2022, byl počátkem května 2023 zveřejněn první snímek zemského disku z 18. března 2023 11:50 UTC pořízený z umístění na 3,4° západní délky. Družice třetí generace Imager 1 nese radiometr Flexible Combined Imager (FCI), který má již 16 spektrálních kanálů a větší prostorové rozlišení. Ze 16 spektrálních kanálů jsou 4 spektrální kanály snímány ve vysokém rozlišení (Full Disc High Spectral Resolution Imagery, FDHSI). Prostorové rozlišení u rovníku a na pracovním poledníku je až 500 metrů, ve střední Evropě 2 až 2,5 km. Službu snímání celého disku (full disc scanning service, FDSS) provádí s periodicitou 10 minut. Předpokládaná životnost v operativní službě je 20 let. Přístroj Lightning Imager (LI) zajišťuje detekci blesků. Data ze čtyř kamer budou družicí poskytována v téměř reálném čase z většiny pozorovaného zemského disku. Družice třetí generace na rozdíl od předchozích generací je stabilizovaná ve třech osách a nerotuje kolem vlastní osy otáčení.
Kanály snímané radiometrem FCI:
| Číslo | Název kanálu  | Vlnová délka [µm] | Spektrální šířka [µm] | Prostorová snímací vzdálenost (SSD) [km] |
| ----- | ------------- | ----------------- | --------------------- | ---------------------------------------- |
| 1     | VIS 0.4       | 0,444             | 0,060                 | 1,0                                      |
| 2     | VIS 0.5       | 0,510             | 0,040                 | 1,0                                      |
| 3     | VIS 0.6       | 0,640             | 0,050                 | 1,0; 0,5                                 |
| 4     | VIS 0.8       | 0,865             | 0,050                 | 1,0                                      |
| 5     | VIS 0.9       | 0,914             | 0,020                 | 1,0                                      |
| 6     | NIR 1.3       | 1,380             | 0,030                 | 1,0                                      |
| 7     | NIR 1.6       | 1,610             | 0,050                 | 1,0                                      |
| 8     | NIR 2.2       | 2,250             | 0,050                 | 1,0; 0,5                                 |
| 9     | IR 3.8 (TIR)  | 3,800             | 0,400                 | 2,0; 1,0                                 |
| 10    | WV 6.3        | 6,300             | 1,000                 | 2,0                                      |
| 11    | WV 7.3        | 7,350             | 0,500                 | 2,0                                      |
| 12    | IR 8.7 (TIR)  | 8,700             | 0,400                 | 2,0                                      |
| 13    | IR 9.7 (O3)   | 9,660             | 0,300                 | 2,0                                      |
| 14    | IR 10.5 (TIR) | 10,500            | 0,700                 | 2,0; 1,0                                 |
| 15    | IR 12.3 (TIR) | 12,300            | 0,500                 | 2,0                                      |
| 16    | IR 13.3 (CO2) | 13,300            | 0,600                 | 2,0                                      |

## Vypuštěné družice

### Družice první generace 1977–1997
| Název      | COSPAR    | Start              | Nosná raketa | Kosmodrom                 | Stav      | Popis |
| ---------- | --------- | ------------------ | ------------ | ------------------------- | --------- | --- |
| Meteosat 1 | 1977-108A | 23. listopadu 1977 | Delta        | Cape Canaveral            | nefunkční | První satelit řady Meteosat, selhal v roce 1979. |
| Meteosat 2 | 1981-057A | 19. června 1981    | Ariane 1     | Guyanské kosmické centrum | vyřazen   | Celou dobu činnosti udržoval pozici 1° západně až 1° východně, hlavní oblastí sledování byla Evropa, roku 1991 byl naveden mimo GEO a vyřazen. |
| Meteosat 3 | 1988-051A | 15. června 1988    | Ariane 4     | Guyanské kosmické centrum | vyřazen   | Po startu zaujal stejnou pozici jako Meteosat 2, na které působil jen chvíli a brzy byl nahrazen Meteosatem 4. V letech 1989 až 1991 sloužil jako záloha Meteosatu 4. V srpnu 1991 byl přesunut na pozici 50° západně a monitoroval oblast západního Atlantiku, v únoru 1993 byl přesunut na pozici 75° západně, kde nahradil nefunkční americký satelit. 21. listopadu 1995 byl naveden mimo GEO a vyřazen. |
| Meteosat 4 | 1989-020B | 3. června 1989     | Ariane 4     | Guyanské kosmické centrum | vyřazen   | Měl inovovaný design a vybavení. Po startu se stal hlavním satelitem řady Meteosat a nahradil Meteosat 3. V letech 1994 až 95 byl přesun na pozici 9° západně a poté 9° východně a v červenci 95 byl vyřazen naveden mimo GEO. |
| Meteosat 5 | 1991-015B | 3. února 1991      | Ariane 4     | Guyanské kosmické centrum | vyřazen   | Po startu byl umístěn 9° západně a sloužil společně s Meteosatem 4, mezi lety 1995 a 1998 byl několikrát přesunut mezi 0° a 9° západně. V roce 1998 byl naveden na 63° východně, kde setrval až do vyřazení v roce 2007. |
| Meteosat 6 | 1993-073B | 20. listopadu 1993 | Ariane 4     | Guyanské kosmické centrum | záloha    | Zprvu byl naveden na pozici 10° západně, v letech 1997 až 1998 se pohyboval mezi 0,5 západně a 0°. V roce 1999 byl opět přemístěn na pozici 9° západně a podílel se na intenzivním sledování oblasti Alp. Poté byl přesunut nad Indický oceán, kde slouží jako záloha Meteosatu 7. |
| Meteosat 7 | 1997-049B | 2. září 1997       | Ariane 4     | Guyanské kosmické centrum | aktivní   | Nahradil Meteosat 6 na pozici 10° západně a postupně se přesouval východním směrem. V roce 2006 byl nahrazen Meteosatem 9 a poté přesunut nad Indický oceán. |

### Družice druhé generace
| Název       | COSPAR    | Start             | Nosná raketa | Kosmodrom                 | Stav    | Popis |
| ----------- | --------- | ----------------- | ------------ | ------------------------- | ------- | --- |
| Meteosat 8  | 2002-040B | 28. srpna 2002    | Ariane 5     | Guyanské kosmické centrum | aktivní | První satelit druhé generace. Alternativní značení MSG-1 (Meteosat Second Generation). Původně operoval na pozici poblíž Greenwichského poledníku, kde vystřídal Meteosat 7 a později byl přesunut na pozici 9,5° východně a ještě později na pozici 3,5° východně. Předpokládaná životnost do roku 2011. Dne 1. února 2017 vystřídal Meteosat 7 na pozici 41,5° východně, kde poskytuje podobné služby jako družice umisťované na nultém poledníku. |
| Meteosat 9  | 2005-049B | 21. prosince 2005 | Ariane 5     | Guyanské kosmické centrum | aktivní | Alternativní značení MSG-2. Byl umístěn na nultém poledníku, kde vystřídal Meteosat 8. Později byl přesunut na 9,5° východně, kde pracoval v režimu Rapid Scanning Service (RSS). Dne 20. března 2018 byl přesunut na 3,5° východně, kde pracuje jako záložní družice v režimu Rapid Scanning Service (RSS). |
| Meteosat 10 | 2012-035B | 5. července 2012  | Ariane 5     | Guyanské kosmické centrum | aktivní | Alternativní značení MSG-3. Po testování byl umístěn na nultém poledníku a dne 20. března 2018 byl přesunut na 9,5° východně, kde pracuje v režimu Rapid Scanning Service (RSS). |
| Meteosat 11 | 2015-034A | 15. července 2015 | Ariane 5     | Guyanské kosmické centrum | aktivní | Alternativní značení MSG-4. Dne 20. února 2018 umístěn na nultém poledníku. |

### Družice třetí generace
| Název       | COSPAR    | Start             | Nosná raketa | Kosmodrom                    | Stav    | Popis                                                                                             |
| ----------- | --------- | ----------------- | ------------ | ---------------------------- | ------- | ------------------------------------------------------------------------------------------------- |
| Meteosat 12 | 2022-170C | 13. prosince 2022 | Ariane 5     | Guyanské kosmické centrum    | aktivní | První satelit třetí generace. Alternativní značení MTG-I1 (Meteosat Third Generation - Imager 1). |
| Meteosat 13 | 2025-143A | 1. července 2025  | Falcon 9     | Kennedyho vesmírné středisko | aktivní | MTG-S1                                                                                            |